# Orienthella trilineata
Orienthella trilineata is een slakkensoort uit de familie van de Coryphellidae. De wetenschappelijke naam van de soort is voor het eerst geldig gepubliceerd in 1921 door O'Donoghue.